# (8170) 1991 PZ11
A (8170) 1991 PZ11 a Naprendszer kisbolygóövében található aszteroida. Henry E. Holt fedezte fel 1991. augusztus 7-én.